# Pustecki
Pustecki, cz. Pustecký - důlní duch – duch z wierzeń ludowych Śląska Cieszyńskiego, zamieszkujący kopalnie węgla kamiennego w okolicach Karwiny. W swym charakterze podobny skarbnikowi.

## Wygląd zewnętrzny
Pustecki miał przybierać postać górnika, często sztygara z długą siwa broda. Często ubrany był w odświętny mundur górniczy wraz z czapka z pióropuszem. Do jego atrybutów należały: złota lampa, wydzielająca czerwone światło oraz srebrny kilof. Mógł również przybierać postacie zwierząt, np. żaby.

## Charakter
Pustecki był duchem dobrym i opiekuńczym. W podaniach często wynagradzał biednych górników za ich dobre serce oraz ciężką pracę złotem lub pieniędzmi, pomagał także tym, którzy się zagubili pod ziemią. Opiekował się również duszami tych, którzy zginęli podczas pracy w kopalniach. Nie tolerował jednak pewnych zachowań, m.in. gwizdania w kopalniach, za co karał. 

Pustecki pojawiał się również na powierzchni, niejednokrotnie ostrzegając zdążających do pracy górników przed mającymi nastąpić katastrofami.

## Literatura
W Czechach zbiera i publikuje legendy m.in. o Pusteckim, Jaromír Polášek, po polsku pisał Józef Ondrusz. Pustecki występuje w twórczości Gustawa Morcinka, można go zobaczyć w przedstawieniu.